# Campeonato Africano de Atletismo de 2010 - Salto em altura masculino
A prova do salto em altura masculino do Campeonato Africano de Atletismo de 2010 foi disputada no dia 1 de agosto de 2010 em Nairóbi,  no Quênia. 

## Recordes
Antes desta competição, os recordes mundiais e do campeonato nesta prova eram os seguintes:
|                       | Nome                | Nacionalidade | Altura   | Local       | Data                |
| --------------------- | ------------------- | ------------- | -------- | ----------- | ------------------- |
| Recorde mundial       | Javier Sotomayor    | Cuba          | 2m 45 cm | Salamanca   | 27 de julho de 1993 |
| Recorde do campeonato | Abderrahmane Hammad | Argélia       | 2m 34cm  | Argel       | 14 de julho de 2000 |
| Recorde do campeonato | Kabelo Kgosiemang   | Botswana      | 2m 34cm  | Addis Ababa | 4 de maio de 2008   |
| Recorde africano      | Jacques Freitag     | África do Sul | 2m 38cm  | Oudtshoorn  | 5 de março de 2005  |

## Medalhistas
| Ouro                    | Prata              | Bronze                                        |
| Kabelo Kgosiemang (BOT) | Bong Matogno (CMR) | Fernand Djoumessi (CMR) · Mohamed Idris (SUD) |

## Cronograma
Todos os horários são locais (UTC+3).
| Data        | Hora  | Evento |
| ----------- | ----- | ------ |
| 1 de agosto | 14:05 | Final  |

## Resultado final
| Posição           | Atleta               | Nacionalidade | 1.95 | 2.00 | 2.05 | 2.10 | 2.15 | 2.19 | 2.25 | Resultados | Notas                |
| ----------------- | -------------------- | ------------- | ---- | ---- | ---- | ---- | ---- | ---- | ---- | ---------- | -------------------- |
| Medalha de ouro   | Kabelo Kgosiemang    | Botswana      | –    | –    | –    | o    | –    | o    | xxx  | 2.19       |                      |
| Medalha de prata  | Bong Matogno         | Camarões      | –    | –    | o    | o    | o    | xxx  |      | 2.15       | Recorde da temporada |
| Medalha de bronze | Fernand Djoumessi    | Camarões      | –    | –    | –    | –    | xo   | xxx  |      | 2.15       |                      |
| Medalha de bronze | Mohamed Idris        | Sudão         | –    | –    | –    | o    | xo   | xxx  |      | 2.15       |                      |
| 5                 | William Woodcock     | Seicheles     | –    | –    | o    | o    | xxo  | xxx  |      | 2.15       |                      |
| 6                 | Karim Samir Lotfy    | Egito         | –    | –    | o    | xxx  |      |      |      | 2.05       |                      |
| 6                 | Jah Bennett          | Libéria       | o    | o    | o    | xxx  |      |      |      | 2.05       |                      |
| 8                 | Ulika Bravo da Costa | Angola        | –    | o    | xo   | xxx  |      |      |      | 2.05       |                      |
| 9                 | Amos Kipngetich      | Quênia        | xo   | xxo  | xo   | xxx  |      |      |      | 2.05       | Recorde da temporada |
| 10                | Mathew Kiplagat      | Quênia        | –    | –    | xxo  | xxx  |      |      |      | 2.05       | Recorde da temporada |
| 11                | Elijah Chesoen       | Quênia        | o    | xo   | xxx  |      |      |      |      | 2.00       |                      |
| 12                | Wigan Mwiinga        | Zâmbia        | xxo  | xxx  |      |      |      |      |      | 1.95       |                      |
| 98 !              | Garwech Hoth         | Etiópia       | xxx  |      |      |      |      |      |      | NM         |                      |
| 99 !              | Bayo Adio            | Nigéria       |      |      |      |      |      |      |      | DNS        |                      |
| 99 !              | Hichem Krim          | Argélia       |      |      |      |      |      |      |      | DNS        |                      |

Legenda
| Recorde mundial       | Recorde mundial (World record)               |                       | Recorde africano                      | Recorde africano (African) |                                           | Q | Classificado por posição (Qualified) |
| Recorde do campeonato | Recorde do campeonato (Championship record)  | Recorde da América    | Recorde da América (Americas)         | q                          | Classificado por melhor tempo (Qualified) |   |                                      |
| Melhor marca do ano   | Melhor marca do ano (World leading)          | Recorde asiático      | Recorde asiático (Asian)              | DNS                        | Não largou (Did not start)                |   |                                      |
| Recorde nacional      | Recorde nacional (National record)           | Recorde europeu       | Recorde europeu (European)            | DNF                        | Não terminou (Did not finish)             |   |                                      |
| Recorde pessoal       | Recorde pessoal do atleta (Personal best)    | Recorde da Oceania    | Recorde da Oceania (Oceania)          | DSQ / DQ                   | Desclassificado (Disqualified)            |   |                                      |
| Recorde da temporada  | Recorde da temporada do atleta (Season best) | Recorde sul-americano | Recorde sul-americano (South America) | NM                         | Sem marca (No mark)                       |   |                                      |